# Новий Ургал
Новий Урга́л (рос. Новый Ургал) — селище міського типу у складі Верхньобуреїнського району Хабаровського краю, Росія. Адміністративний центр Новоургальського міського поселення.

## Географія
Розташоване в західній частині краю за 28 км на захід від районного центру Чегдомин.
Назва пішла від ріки Ургал. На початку 1980-их років паралельно ходила назва Ургал-2, щоб не плутати із селищем Ургал-1, що перебуває на пів-дороги до райцентру Чегдомин.

## Історія
Засноване у листопаді 1974 року при спорудженні Байкало-Амурської магістралі як селище «3-й роз'їзд» неподалік від селища Ургал. Побудоване бригадами Укрбуду, до якого входили загони будівельників з Дніпропетровська, Донецька, Києва, Львова та Харкова. Перебувало під патронажем Української РСР. Статус селища міського типу — з 1985 року.
Як мінімум до 1997 року поруч із селищем (5 км на пд.-сх.) перебувала військова частина Служби Спеціального контролю ССК 12 ГУ МО СРСР/РФ ВЧ 29475.
До 1997 року тут існувало Ургальське відділення БАМу.

### Хроніка
- 3 листопада 1974 року — прибуває перший загін українських будівельників «Донбас» на місце майбутнього селища Новий Ургал. Початок будівництва БАМу.
- 1 березня 1975 року — прибуває загін будівельників з України «Київ» на будівництво станції Новий Ургал.

## Населення
Населення — 6803 особи (2010; 7274 у 2002).
У національному складі переважають українці.
Більшість населення зайняте на обслуговуванні залізниці.

## Господарство

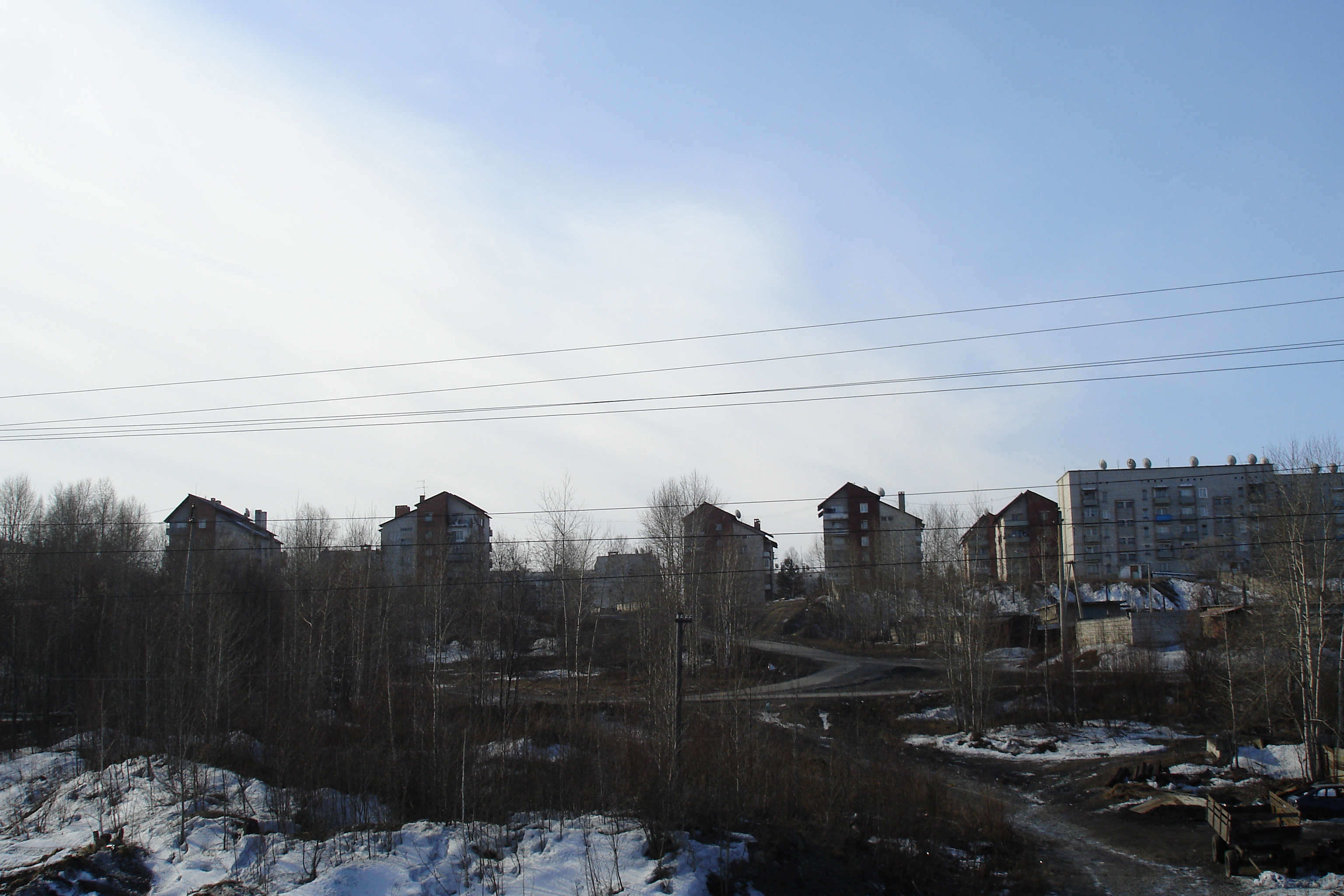
Вигляд від залізниці

Залізничний вузол на перетинанні БАМу і гілки Ізвесткова — Чегдомин. Локомотивне депо, одне з найбільших на БАМі. Колійна машинна станція.
Швидка допомога, дитячий садок, дитячий садок «Гуцулочка», бібліотека, Будинок культури залізничників, торговельно-громадський центр, Середня школа № 11, музична школа, зимова ковзанка, лікарня, Ощадбанк, шість кав'ярень, АЗС, зоокрамниця, бакалійні крамниці, крамниці техніки, аптека.

## Вулиці
- Київська.
- Донецька.
- Південна.
- Ростовська.
- Армійська.
- Перемога.
- Артема.
- Молодіжна.

## У літературі
Вірш Миколи Братана «Ургал»
Далекий Схід!.. Ти знову позови мене,
Мені близькою стала далина,
Що продзижчала взимку бензопилами,
А нині новосіллями луна.
Вона бринить, радіє, мов людина.
Відлютували скинень і пурга.
Сміється свіжа зелень на модринах,
Дзвенить дитячим щебетом Ургал.
Дзвенить біля вагончиків, що скраю,
Дзвенить біля котеджів гуртових,
Дзвенить під небом збудженого краю,
Що трепетно очікує доріг.
Є вулиця. А онде — тільки вуличка,
Тут все жадає зводитись, рости!.
Чи не про це у дитсадку «Гуцулочка»,
Осонцена, замріялася ти?
Отак би змалювати: вколо тебе —
Тайга і труд, малеча голосна…
І сяєш ти, залюблена в цей щебет,
Без неї і весна ж бо — не весна.